# Елізабет Дженнінґс
Елізабет Джоан Дженнінгс (18 липня 1926 — 26 жовтня 2001) — британська поетеса, критик. Відома як релігійний поет римсько-католицького віросповідання. Майстер інтимно-філософської лірики. Одна з найбільш популярних британських поетес, чиї твори славилися своєю образністю, логікою і виразністю.

## Життєпис
Коли їй було шість років, сім'я переїхала в Оксфорд, де і пройшла решта життя. Після закінчення школи Елізабет вступила в Коледж Святої Анни при Оксфордському університеті. Після закінчення університету працювала бібліотекарем в Оксфордській публічній бібліотеці (1950—1958), рецензентом великого лондонського видавництва (1958—1960) і навіть в рекламному агентстві. Тоді ж вона писала огляди новинок поезії для «Дейлі телеграф». З 1961 року Елізабет Дженнінгс жила виключно літературною працею, видаючи поетичні збірки, переклади та літературно-критичні статті.
Друкуватися почала в 1950. На її ранню творчість вплинули Честертон, Кітс і Кольрідж. Перші вірші публікувалися в журналах «Оксфорд вїклі», «Спектейтор», «Нью-Інгліш вїклі», «Аутпостс», «Поетрі ревю». Перша поетична збірка поетеси вийшла в 1953 році у видавництві «Фентезі прес» (1951—1959), заснованому Оскаром Меллорі з Оксфорда. У ранніх віршах Дженнінгс видно вплив на її поезію англійського поета-католика XIX століття Джерарда Менлі Хопкінса, релігійних поетів XVII століття (Джорджа Герберта, Генрі Воена, Томаса Траерна) і XX століття (Роберта Грейвса, Едвіна Мюїра, Вістена Г'ю Одена, Т. С. Еліота). Її друга книга, «A Way of Looking», була ушанована премії Сомерсета Моема і стала поворотним пунктом в її творчості. Призова сума дозволила їй провести майже три місяці в Римі, що стало для неї справжнім одкровенням. Католицький Рим вніс новий вимір в її релігійну свідомість і надихнув її поетичну уяву.
Признання прийшло до неї в 1960-і роки, коли вона відзначилася ряду премій, випустила кілька віршованих антологій. У 1967 році Елізабет видала «Збірку віршів». Водночас 1960-ті роки були затьмарені періодами депресії, вихід з якої в 1970-і роки ознаменувався новим творчим підйомом Елізабет і її поетичною зрілістю. Всього перу Дженнінгс належить понад 20 поетичних збірок. Крім цього нею написано кілька статей про поезію, зокрема «Бачення семи людей» (1976), де Дженнінгс міркувала про творчість У. Б. Єйтса, Д. Г. Лоуренса, Б. П. Пастернака та А. Сент-Екзюпері. Вона перекладала англійською вірші Мікеланджело (1961) і Артюра Рембо. У 1987 році була нагороджена літературної премії WH Smith. У 1992 році нагороджена орденом Британської імперії.